# Reguła de l’Hospitala

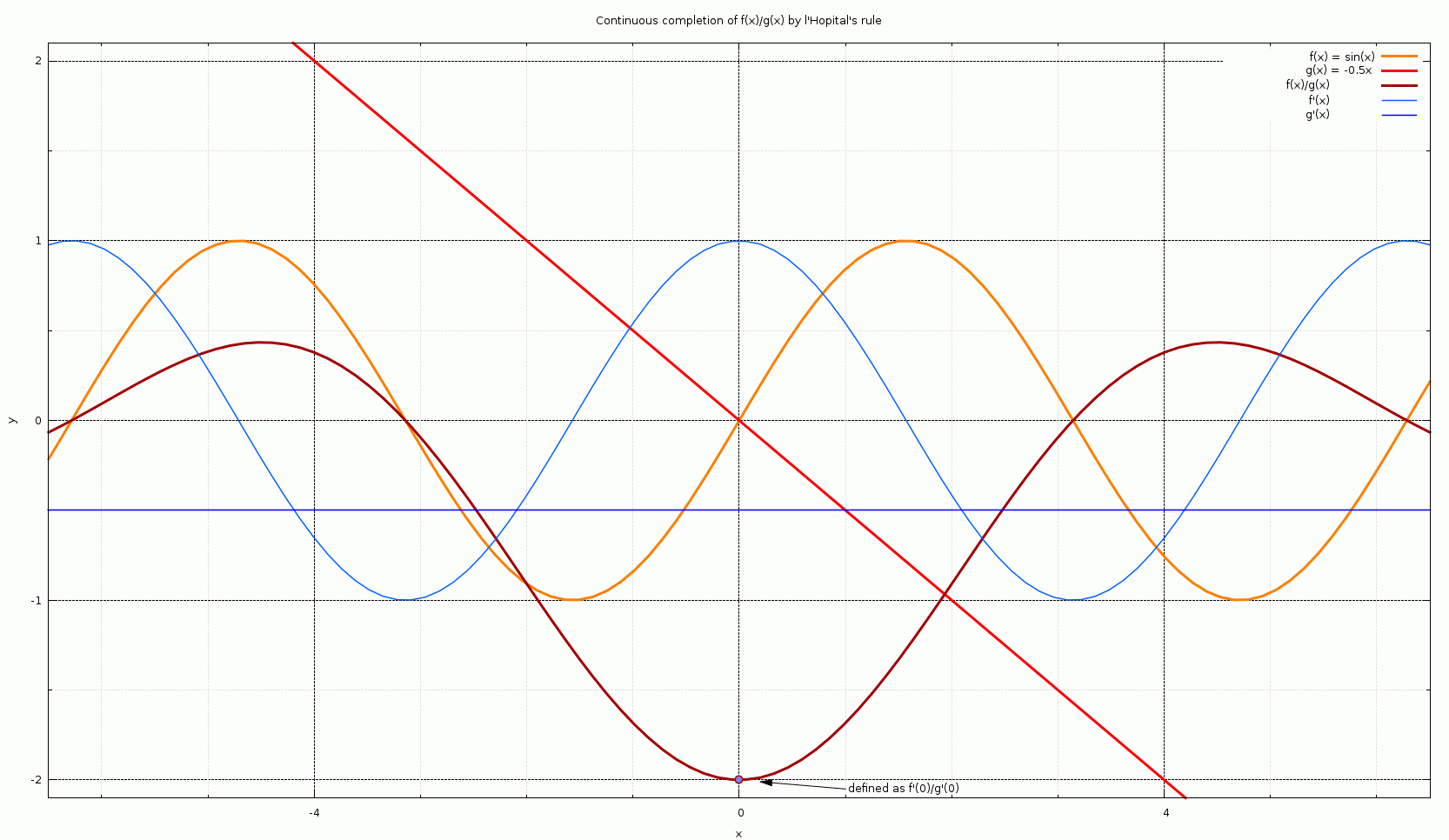
Przykład zastosowania reguły de l’Hospitala dla funkcji i funkcja jest nieokreślona w punkcie ale może zostać rozszerzona jako funkcja ciągła na cały zbiór, jeśli przyjmie się, że.

Reguła de l’Hospitala lub de l’Hôpitala – twierdzenie w analizie matematycznej, konkretniej analizie rzeczywistej i rachunku różniczkowym, umożliwiające obliczanie niektórych granic funkcji w sytuacjach, gdzie występują symbole nieoznaczone {\displaystyle {\frac {0}{0}}} i {\displaystyle {\frac {\infty }{\infty }}}. Twierdzenie to opisuje zarówno granice funkcji w punkcie, jak i w nieskończoności, a także zarówno granice właściwe – inaczej skończone – jak i niewłaściwe, czyli nieskończone.

## Twierdzenie

### Podobne fakty
Bezpośrednio z definicji pochodnej funkcji można wykazać następujące twierdzenie:
Jeżeli funkcje {\displaystyle f} i {\displaystyle g} są określone w przedziale otwartym zawierającym punkt {\displaystyle a} oraz
1. {\displaystyle \lim _{x\to a}f(x)=0,}
2. {\displaystyle \lim _{x\to a}g(x)=0,}

oraz istnieją (skończone) pochodne {\displaystyle f'(a)} i {\displaystyle g'(a),} przy czym {\displaystyle g'(a)\neq 0,}
wówczas
{\displaystyle \lim _{x\to a}{\frac {f(x)}{g(x)}}={\frac {f'(a)}{g'(a)}}.}
Jeśli dodatkowo {\displaystyle f} i {\displaystyle g} mają ciągłe pochodne w punkcie {\displaystyle a,} to:
{\displaystyle \lim _{x\to a}{\frac {f(x)}{g(x)}}=\lim _{x\to a}{\frac {f'(x)}{g'(x)}}.}
Powyższe twierdzenie może być użyteczne w liczeniu granic wielu funkcji, np.
{\displaystyle {\begin{aligned}\lim _{x\to 0}{\tfrac {e^{x}-e^{-x}}{\ln(e-x)+x-1}}&=\lim _{x\to 0}{\tfrac {(e^{x}+e^{-x})}{{\tfrac {-1}{e-x}}+1}}=\\=\lim _{x\to 0}{\tfrac {(e^{x}+e^{-x})}{\tfrac {-1+(e-x)}{e-x}}}&=\lim _{x\to 0}{\tfrac {(e^{x}+e^{-x})(e-x)}{-1+(e-x)}}={\tfrac {2e}{e-1}}.\end{aligned}}}
Często zdarza się jednak, że funkcje {\displaystyle f} i {\displaystyle g} nie są określone w punkcie {\displaystyle a,} jednak ich iloraz ma w tym punkcie granicę. Prawdziwe jest wówczas następujące twierdzenie, zwane regułą de l’Hospitala:

### Wersja dla granic w punkcie
Niech funkcje {\displaystyle f} i {\displaystyle g} będą określone w przedziale {\displaystyle (a,b]} oraz
1. {\displaystyle \lim _{x\to a^{+}}f(x)=0,}
2. {\displaystyle \lim _{x\to a^{+}}g(x)=0,}

lub
1. {\displaystyle \lim _{x\to a^{+}}f(x)=\pm \infty ,}
2. {\displaystyle \lim _{x\to a^{+}}g(x)=\pm \infty ,}

oraz istnieją (skończone) pochodne {\displaystyle f'} i {\displaystyle g'} w przedziale {\displaystyle (a,b],} przy czym {\displaystyle g'(x)\neq 0} dla {\displaystyle x\in (a,b].}
Wówczas, jeśli istnieje granica
{\displaystyle \lim _{x\to a^{+}}{\frac {f'(x)}{g'(x)}}=K,}
to wtedy również
{\displaystyle \lim _{x\to a^{+}}{\frac {f(x)}{g(x)}}=K.}
Analogiczne twierdzenie jest też prawdziwe dla granic lewostronnych i obustronnych.

### Wersja dla granic w nieskończoności
Niech funkcje {\displaystyle f} i {\displaystyle g} będą określone w przedziale {\displaystyle [c,\infty )} oraz
1. {\displaystyle \lim _{x\to \infty }f(x)=0,}
2. {\displaystyle \lim _{x\to \infty }g(x)=0,}

lub
1. {\displaystyle \lim _{x\to \infty }f(x)=\pm \infty ,}
2. {\displaystyle \lim _{x\to \infty }g(x)=\pm \infty ,}

oraz istnieją (skończone) pochodne {\displaystyle f'} i {\displaystyle g'} w przedziale {\displaystyle [c,\infty ),} przy czym {\displaystyle g'(x)\neq 0} dla {\displaystyle x\in [c,\infty ).}
Wówczas, jeśli istnieje granica
{\displaystyle \lim _{x\to \infty }{\frac {f'(x)}{g'(x)}}=K,}
to wtedy również
{\displaystyle \lim _{x\to \infty }{\frac {f(x)}{g(x)}}=K.}
Analogiczne twierdzenie jest też prawdziwe dla granic gdy {\displaystyle x\to -\infty }.

### Wersja dla funkcji różniczkowalnych wielokrotnie
Jeżeli funkcje {\displaystyle f} i {\displaystyle g} są określone w przedziale otwartym {\displaystyle I} zawierającym punkt {\displaystyle a} oraz
1. w przedziale {\displaystyle I} istnieją (skończone) pochodne wszystkich rzędów do {\displaystyle n} włącznie funkcji {\displaystyle f} i {\displaystyle g,}
2. {\displaystyle f(a)=f'(a)=\ldots =f^{(n-1)}(a)=0,} {\displaystyle g(a)=g'(a)=\ldots =g^{(n-1)}(a)=0,} oraz {\displaystyle g^{(n)}(a)\neq 0,}
3. {\displaystyle g(x)\neq 0} dla {\displaystyle x\in I\setminus \{a\},}

wówczas
{\displaystyle \lim _{x\to a}{\frac {f(x)}{g(x)}}=\lim _{x\to a}{\frac {f^{(n)}(x)}{g^{(n)}(x)}}}.

## Historia

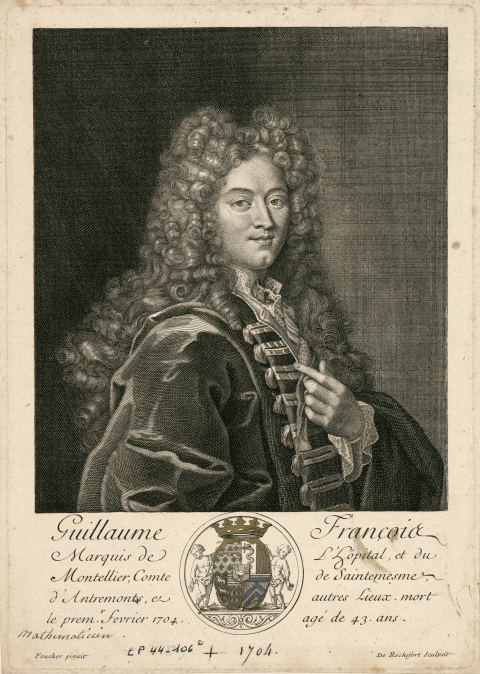
Guillaume François Antoine de l’Hospital (1661–1704)

Regułę tę opisał po raz pierwszy Johann Bernoulli, opublikował zaś jego uczeń Guillaume François Antoine de l’Hospital. W 1696 de l’Hospital wydał pierwszy podręcznik rachunku różniczkowego i całkowego L’Analyse des infiniment petits pour l’intelligence des lignes courbes, w którym zawarto to twierdzenie. De l’Hospital nigdy nie twierdził, że jest autorem tego twierdzenia, niemniej jednak nazwa reguła de l’Hospitala jest powszechnie używana.
Nazwa reguła de l’Hospitala została użyta po raz pierwszy w 1905 roku, w podręczniku do analizy matematycznej autorstwa Édouarda Goursata. Jest niemal pewne, że reguła znajdowania granicy funkcji wymiernej w punkcie, w którym licznik i mianownik zbiegają do zera, nazywa się tak, ponieważ Goursat nadał tej regule nazwisko de l’Hôpitala w swoim Cours d’analyse mathématique. Z pewnością reguła ta pojawia się we wcześniejszych tekstach (np. pracach Eulera), ale Goursat był pierwszym, który połączył ją z nazwiskiem de l’Hôpitala”.